# Dejan Lekić
Dejan Lekić (in serbo Дејан Лекић?; Kraljevo, 7 giugno 1985) è un ex calciatore serbo, di ruolo attaccante.

## Carriera

### Club
L'11 febbraio 2012 realizza una doppietta contro il Barcellona, portando l'Osasuna alla vittoria sui blaugrana (3-2).

## Palmarès

### Club

#### Competizioni nazionali
- Coppa di Serbia: 1

Stella Rossa: 2009-2010